# 訃報 1983年9月
訃報 1983年9月（ふほう 1983ねん9がつ）では、1983年（昭和58年）9月中に物故した、又は物故が報じられた人物についてまとめる。

## （1日 - 15日）

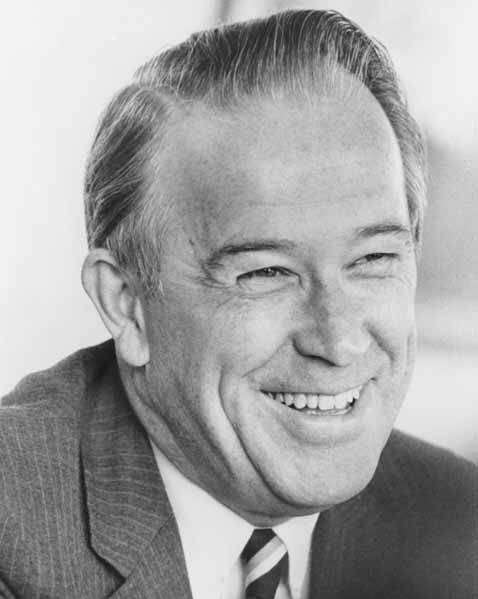
ヘンリー・M・ジャクソン／9月1日没

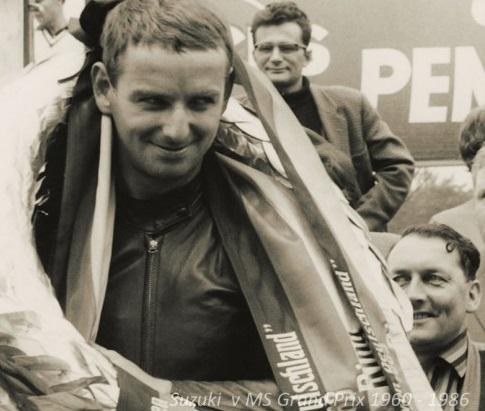
エルンスト・デグナー／9月10日没

- 9月1日 - ヘンリー・M・ジャクソン、ワシントン州選出のアメリカ合衆国連邦上院議員(* 1912年)
- 9月3日 - ピエロ・スラッファ、経済学者(* 1898年)
- 9月4日 - 桑山正一、俳優(* 1922年)
- 9月4日 - 猫田勝敏[1]、バレーボール選手(* 1944年)
- 9月10日 - エルンスト・デグナー、オートバイレーサー(* 1931年)

## （16日 - 30日）
- 9月18日 - 荒井源吉、政治家・武蔵野市初代市長(* 1904年)
- 9月27日 - ウィルフレッド・バーチェット、ジャーナリスト(* 1911年)
- 9月29日 - 井口基成、ピアニスト(* 1908年)